# Татауровцы
Татауровцы — опустевшая деревня в Слободском районе Кировской области России. Входит в состав Шестаковского сельского поселения.

## География
Находится в северной части района на расстоянии примерно 4 км по прямой на северо-запад от села Шестаково.

## История
Известна с 1873 года, когда здесь (починок Пердуновский или Татауровы) было учтено дворов 4 и жителей 33, в 1905 7 и 37, в 1926 9 и 51, в 1950 6 и 27, в 1989 уже не оставалось постоянных жителей. Нынешнее название окончательно закрепилось с 1926 года.

## Население
Постоянное население не было учтено как в 2002 году, так и в 2010.